# I dinosauri (album)
I dinosauri è l'album realizzato da Cisco, Giovanni Rubbiani e Alberto Cottica, pubblicato il 31 ottobre 2016.

## Tracce
1. Cosa conta – 3:44
2. Figurine – 4:10
3. I dinosauri – 2:58
4. Qui – 3:00
5. Regno di nulla – 3:36
6. Rewind – 2:55
7. I giorni della rabbia – 1:49
8. Nostra Signora di nebbia e zanzare – 3:03
9. Le cose che porto con me – 2:59
10. Tex – 3:38

## Formazione
- Cisco – voce, bodhran, kazoo
- Alberto Cottica – fisarmonica, piano, cori
- Giovanni Rubbiani – chitarra acustica, cori
- Massimo Giuntini – bouzouki, pipe
- Arcangelo Cavazzuti – batteria, percussioni, basso elettrico, cori
- Gabriele Riccioni – tecnico del suono